# Doopsgezinde kerk (Tjalleberd)
De Doopsgezinde kerk is een kerkgebouw in Tjalleberd, gemeente Heerenveen, in de Nederlandse provincie Friesland.

## Geschiedenis
Rond 1800 vestigden zich doopsgezinde Gietersen in Tjalleberd. In 1818 kwam er een kerkgebouw met pastorie. Beide gebouwen verkeerden in 1857 in slechte staat en werden later gesloopt. Op 3 juli 1871 werd de eerste steen gelegd voor het nieuwe kerkgebouw. Het is een zaalkerk met consistoriekamer in het driezijdig gesloten uiteinde. Het gebouw is een gemeentelijk monument (nr. 98190). Het orgel uit 1888 is gemaakt door L. van Dam & Zonen en is in 1985 door Mense Ruiter gerestaureerd.

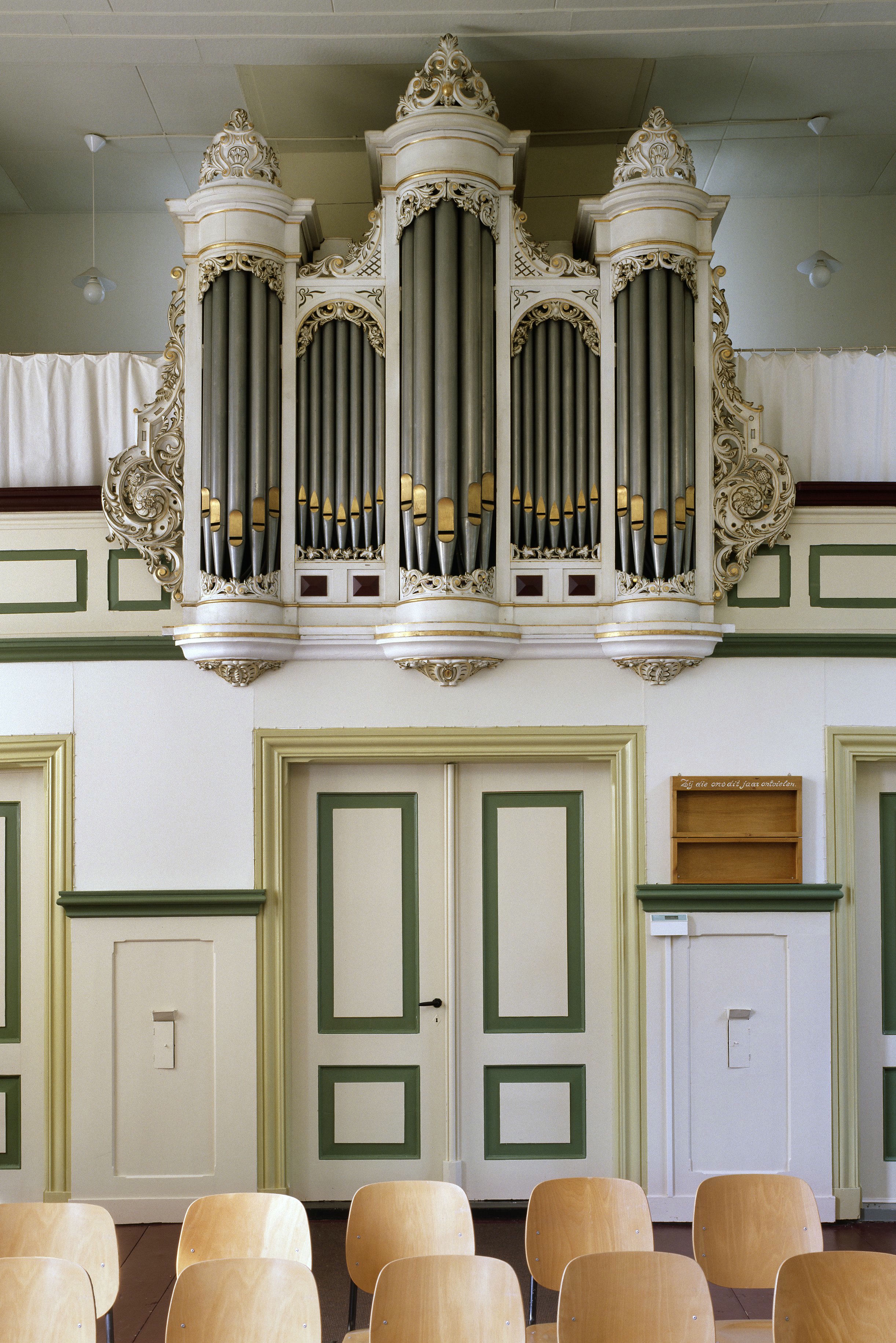
Interieur met orgel (2007)

Het kerkgebouw van de Verenigde Doopsgezinde Gemeente Heerenveen en Tjalleberd werd in 2023 verkocht.